# BiQ A/S
 Denne artikel bør gennemlæses af en person med fagkendskab for at sikre den faglige korrekthed.

BiQ A/S er en webbaseret dansk udbyder af erhvervsinformationer. Erhvervsdatabasen holder styr på ændringer i danske virksomheders ledelse, oprettelse og nedlæggelse af virksomheder m.m. og er en meget anvendt tjeneste i erhvervslivet.

## Historie
BiQ blev stiftet af Rasmus Philip Rask i 2000 som et privat anpartsselskab.
BiQ ApS fusionerede i 2021 med IDQ A/S og dannede bdq a/s.
De har efterfølgende skiftet navn tilbage til BiQ - men nu som A/S.

## Databasen
BiQs database har informationer om flere end 1 million personer og deres ledelsesposter i flere end 1.5 millioner danske firmaer gennem de seneste 30 år.
Oplysningerne i databasen omfatter selskabers stamdata, netværk, ejerstrukturer og ejendomsdata og stammer bl.a. fra oplysninger hos Erhvervs- og Selskabsstyrelsen (CVR registret), Datafordeleren (tidligere OIS), Statstidende og Tinglysningsbogen.